# 干生珍珠菜
干生珍珠菜（学名：Lysimachia violascens var. xerophila）是报春花科珍珠菜属大花珍珠菜的变种。分布在中国大陆的四川、云南等地，生长于海拔1,450米至1,810米的地区，见于河谷草地及低地上，目前尚未由人工引种栽培。